# Spetters
Spetters is een Nederlandse speelfilm uit 1980, geregisseerd door Paul Verhoeven. De film gaat over drie vrienden die zich proberen los te maken uit hun kleinsteedse milieu en een meisje dat haar leven in een frietkraam wil ontvluchten.
De film had eind 1980 1.124.025 (veelal jonge) bezoekers naar de bioscoop getrokken, maar kwam niet uit de kosten, zeker ook door een budgetoverschrijding van minstens anderhalf miljoen gulden. De film was in de VS een bescheiden succes.
De film werd gekraakt door de critici en verafschuwd door de gevestigde orde. Het grove taalgebruik, de vele seks- en geweldsscènes en het immorele en pessimistische karakter van de film veroorzaakte veel opschudding in Nederland. Mensen demonstreerden bij de bioscopen en raadden bezoekers af om naar de film te gaan. Er werd zelfs een actiegroep opgericht die pleitte voor een algeheel verbod op de film.

## Het ontstaan van de film
Na de kassuccessen Wat Zien Ik!? (1971), Turks Fruit (1973), Keetje Tippel (1975) en Soldaat van Oranje (1977) kregen regisseur Paul Verhoeven en Gerard Soeteman ruzie met producent Rob Houwer. Door de ruzie liepen Verhoeven en Soeteman weg, waarna ze toenadering zochten tot Joop van den Ende. Het drietal richtte samen het filmproductiebedrijf VSE films op. Kort na de oprichting zei Rob Houwer dat Soeteman en Verhoeven gedoemd waren te mislukken. Verhoeven en Soeteman wilden het tegendeel bewijzen door een extreem succesvolle film te maken.
Het uitgangspunt was een jongerenfilm waarin de grenzen van het toelaatbare werden opgezocht. De film moest opvallen, choqueren maar ook maatschappijkritisch zijn. Het scenario, van Verhoevens vaste scenarist Gerard Soeteman, ontstond nadat Soeteman jaren eerder had meegemaakt dat een collega bij de NOS een zoon verloor door een bromfietsongeluk in het bos. De gebeurtenis en het verdriet van de vader waren hem altijd bijgebleven. Zij vormden de basis voor wat Soeteman beschouwde als een modern sprookje over drie prinsen die dingen naar de hand van de prinses.
Verhoevens streven was om met Spetters een soort tegenhanger van Soldaat van Oranje te maken. Terwijl die film een geromantiseerde avontuurlijke visie op de werkelijkheid (de Tweede Wereldoorlog) bood, had deze film juist een heel realistische en harde kijk op het leven. Ook speelde Spetters zich af in de lagere arbeidersklasse vol laagopgeleide mensen terwijl Soldaat van Oranje zich afspeelde in de decadente studentenmilieus. Verder stopte Verhoeven een aantal autobiografische thema's in de film; zo bezocht hij zelf ooit bijeenkomsten van de Pinkstergemeente, net als de vriendin van Rien in de film.
Soetemans scenario werd aanvankelijk afgekeurd door het Productiefonds van de Nederlandse film onder voorzitterschap van Anton Koolhaas, omdat het te plat en te commercieel werd gevonden. Dat de film zou worden geproduceerd door Joop van den Ende, toenmalig 'bête noire' van de Nederlandse intelligentsia, hielp ook niet mee. Verhoeven leverde daarop een door Soeteman gekuiste versie in, incasseerde de subsidie, en draaide vervolgens toch de oorspronkelijke versie, tot woede van de leden van het Filmfonds. Volgens hen was dit gewoon regelrechte oplichting; Verhoeven noemde dit achteraf "een volkomen geoorloofde guerrillatactiek".
Het totale budget van Spetters bedroeg 1,8 miljoen gulden, inclusief een bijdrage van 750 duizend gulden uit het Productiefonds. De film werd grotendeels opgenomen in Maassluis, en verder onder meer in de Euromast, de voormalige discotheek Bristol op de hoek Hofplein/Coolsingel, het metrostation Churchillplein (dat destijds nog in aanbouw was), de Burgwal in Delft en de Lijnbaan in Rotterdam. Het camerawerk was van de Duitse cameraman Jost Vacano, die drie jaar eerder onder regie van Verhoeven Soldaat van Oranje had gedraaid. De filmmuziek werd grotendeels gecomponeerd door toetsenist Ton Scherpenzeel van de Nederlandse symfonische rockgroep Kayak. Daarnaast werden bestaande nummers gebruikt. Het titelnummer verscheen als Lost blue of Chartres op het Kayak-album Periscope Life (1980). Verhoeven overschreed het budget met 1 miljoen gulden.
De hoofdrollen worden gespeeld door Hans van Tongeren (Rien), Renée Soutendijk (Fientje), Toon Agterberg (Eef) en Maarten Spanjer (Hans). Peter Tuinman heeft een bijrol als Fientjes homoseksuele broer Jaap, Marianne Boyer speelt Riens bezorgde vriendin Maja, Rutger Hauer speelt een kleine bijrol als motorcross-idool en afgestudeerd tandarts Gerrit Witkamp, Jeroen Krabbé speelt een bijrolletje als sportverslaggever Frans Henkhof, Rudi Falkenhagen een bijrol als de vader van Hans, Ab Abspoel als de vader van Rien, Coby Timp als de moeder van Rien, Hans Veerman als de vader van Eef en Truus Dekker als de moeder van Eef. Saskia ten Batenburg en Yvonne Valkenburg spelen de vriendinnetjes van Hans en Eef. Verder zijn kleine rolletjes weggelegd voor Hugo Metsers en Theu Boermans als leden van een motorbende, samen met Loes Luca als vriendin van Hugo; Kitty Courbois als dokter in het revalidatiecentrum waar Rien na zijn ongeluk wordt opgenomen; Brûni Heinke als de moeder die de sinaasappelschillen uit het raam van de auto gooit en Herman Vinck de vader; Gees Linnebank als de steeds terugkerende homoseksueel (bij de bushalte, in het café, in de metro); Ben Aerden als de oudere homoseksueel in het park met hond die Eef probeert te verleiden; Margot Keune als het meisje op de brommer met tennisballen onder haar truitje en Ursul de Geer als politieman die door Fientje wordt omgekocht voor een standplaatsvergunning.

## Ontvangst
De première van Spetters vond plaats op 26 februari 1980 in het Corso Theater in Rotterdam. De film deed veel stof opwaaien wegens seksisme, politiek incorrecte opmerkingen over allochtonen, geweld tegen homoseksuelen en de voor Nederlandse begrippen schokkend realistische wijze waarop geweld werd uitgebeeld. Nederlandse filmrecensenten schreven de film als "plat" en "fascistoïde" de grond in. Volgens de Volkskrant veroorzaakte Spetters oogkwalen. Verhoeven kreeg te maken met een heuse protestgroep, de Nederlandse Anti Spetters Actie (NASA) - een verbond van homo's, feministes en linkse actievoerders. In Sonja's Goed Nieuws Show kwam het tot een verbale confrontatie. Verhoeven trachtte tevergeefs de bedoeling van zijn film uit te leggen. Buiten beeld probeerden homoseksuele NASA-leden zijn mond in te smeren met rode lippenstift, een straf die in de film aan een homoseksuele man wordt voltrokken. Toon Agterberg werd door homovijandig cafépubliek te veel geïdentificeerd met zijn rol als Eef en moest naar eigen zeggen nogal eens een café uitvluchten.
Ook de politiebonden lieten van zich horen: zij waren woedend over een scène waarin Fientje een politieagent verleidt om een bekeuring te ontlopen. De agent spreekt haar aan over de vraag of zij wel een standplaatsvergunning voor de snackwagen heeft en Fientje stelt hem daarop veelbetekenend voor om 'dit binnen in de caravan maar even te regelen'. De agent gaat op het aanbod in en, nadat hij in de mobilofoon nog heeft gerapporteerd dat "alles rustig" is, volgt hij haar de caravan in. De bonden vonden dit een smet op de goede naam van het Nederlandse politieapparaat.
Voor Spetters bestond ook Amerikaanse belangstelling. Het scenario werd aangekocht, maar er werd niets mee gedaan.

## Inhoud
De drie vrienden Eef de Wit (19 jaar, automonteur), Rien Hartman en Hans Blaak (beiden 20 jaar en timmerman) wonen in een klein Hollands stadje en de laatste twee zijn gek op motorcrossen. Hun grote voorbeeld is de lokale held Gerrit Witkamp, die als tandarts is afgestudeerd, maar furore maakt als motorcrosser en bijna wereldkampioen is. Rien en Hans dromen zelf ook van zo'n carrière, maar hebben geen goed materiaal. Tijdens een motorcrosswedstrijd zien ze in de aanwezige rijdende patatkraam "De Happies-hoek" Fientje met haar broer Jaap en zijn meteen diep van haar onder de indruk. Als enkele dagen later de patatkraam in hun woonplaats blijkt te zijn neergestreken, proberen de jongens alle drie om Fientje te versieren. De opportunistische Fientje, die er van droomt haar huidige bestaan als patatbakster vaarwel te kunnen zeggen, kiest voor kampioen in spe Rien omdat hij de beste vooruitzichten lijkt te bieden. Ze troggelt hem van zijn vriendin Maja af door hem een contract met Honda te bezorgen, waartoe ze sportverslaggever Henkhof verleidt die schnabbelt als talent scout voor deze firma.
Als Rien echter tijdens een training zwaar ten val komt met zijn crossmotor, en hierdoor voorgoed in een rolstoel belandt, verlegt ze haar interesse naar Eef, die in het geheim homo's berooft om geld bij elkaar te krijgen waarmee hij naar Canada wil emigreren. Nadat hij, na weer een beroving, door een groep homo's onder leiding van Fientjes broer Jaap wordt verkracht in de in aanbouw zijnde metrotunnel onder het Churchillplein kan Eef er niet langer meer omheen dat hij zelf ook homo is. Hij vertelt dit zijn streng christelijke vader die hem vervolgens tuchtigt.
Rien schenkt zijn twee crossmotoren aan Hans, die probeert Riens droom na diens ongeluk voort te zetten. Hans tracht Fientje over te halen voor hém te kiezen door haar te vertellen dat hem een grote motorcrosscarrière wacht; hij heeft immers Witkamp bereid gevonden met hem te gaan trainen! Ze is direct geïnteresseerd, maar Hans blijkt echter tijdens de eerste training, gadegeslagen door Fientje, geen enkel talent voor het motorcrossen te hebben. Fientje besluit daarom voor Eef te kiezen en vertelt hem graag met hem mee te willen naar Canada. Eef moet haar daardoor opbiechten homo te zijn. Maja stort zich op het geloof en hoopt dat Rien door God wordt genezen. Als bidden niet blijkt te helpen rijdt de toch al sceptische Rien zich in zijn rolstoel op de snelweg voor een vrachtwagen. Ondertussen loopt in café "De Harmonie" van zijn vader het feestje ter ere van Witkamp, inmiddels wereldkampioen geworden, volledig uit de hand, en het café wordt kort en klein geslagen door leden van een ruige motorbende.
Van de drie prinsen van weleer blijft voor Fientje uiteindelijk alleen Hans over. Ze verkopen de crossmotoren en nemen samen de restanten van "De Harmonie" over met het voornemen er een discotheek/kroeg/snackbar van te maken. Hoewel ze de patatlucht wilde ontvluchten (uitspraak uit de film) kiest ze zelf toch weer voor zo'n bestaan, maar dan op een wat andere manier. Als je voor een dubbeltje geboren bent word je nooit een kwartje, lijkt de boodschap aan het eind van de film. En gaat ieder zijns weegs. De laatste scène toont de auto-met-snackcaravan van Jaap, die Eef voorstelt met hem mee te gaan naar waarheen ze maar willen, maar Eef slaat dat af en denkt ooit nog weleens de strijd met zijn vader te kunnen winnen. Jaap zwaait Fientje en Hans bij hun horeca-uitspanning vaarwel en verdwijnt over de Brienenoordbrug op weg naar onbekende verten. 
Rolverdeling
| Acteur                      | Personage               |
| --------------------------- | ----------------------- |
| Hans van Tongeren           | Rien                    |
| Renée Soutendijk            | Fientje                 |
| Toon Agterberg              | Eef                     |
| Maarten Spanjer             | Hans                    |
| Marianne Boyer              | Maya                    |
| Peter Tuinman               | Jaap                    |
| Saskia van Basten Batenburg | Truus                   |
| Yvonne Valkenburg           | Annette                 |
| Ab Abspoel                  | Riens vader             |
| Rudi Falkenhagen            | Hans' vader             |
| Hans Veerman                | Eefs vader              |
| Ben Aerden                  | Oude homoseksueel       |
| Kitty Courbois              | Dokter                  |
| Margot Keune                | Meisje op bromfiets     |
| Jonna Koster                | Gerrits vrouw           |
| Gees Linnebank              | Homoseksueel            |
| Hugo Metsers                | lid motorbende          |
| Peter Oosthoek              | Priester                |
| Jeroen Krabbé               | Frans Henkhof           |
| Rutger Hauer                | Gerrit Witkamp          |
| Eric Beekes                 |                         |
| Theu Boermans               | lid motorbende          |
| Truus Dekker                | Eefs moeder             |
| Ursul de Geer               | Politieagent            |
| Brûni Heinke                | Moeder in auto          |
| Hans Holtkamp               |                         |
| Jan Hopman                  |                         |
| Henk van Houten             |                         |
| Juanita Landbrug            |                         |
| Loes Luca                   | old lady motorbende     |
| Johan Simons                |                         |
| Willem Sibbelee             |                         |
| Coby Timp                   |                         |
| Herman Vinck                | Vader in auto           |
| Mike West                   |                         |
| Dick Molenaar               |                         |
| Ellen de Thouars            | Vrouw bij gebedsgenezer |

## Trivia
- Het personage Rien benam zich het leven in de film. Twee jaar later maakte Hans van Tongeren, de acteur die Rien speelde, in werkelijkheid ook zelf een einde aan zijn leven. Kort voor zijn zelfverkozen dood was hij nog gecast voor een rol in de film 'Van de koele meren des doods', waarin hij ook de rol op zich zou nemen van iemand die zichzelf het leven beneemt.
- Spetters werd in 2001 door Bridge Entertainment uitgebracht op dvd, met portretten van Van Tongeren en Soutendijk op de omslag. De naam van Hans van Tongeren stond echter niet op de hoes, terwijl de namen van Soutendijk, Rutger Hauer en Jeroen Krabbé (die allen minder belangrijke rollen speelden) wel op de hoes waren afgebeeld. Volgens Paul Verhoeven was dit een belediging voor het acteertalent van Hans van Tongeren. De dvd zelf is van slechte kwaliteit. het gaat niet om een nieuwe scan, maar een oudere analoge 4:3 transfer. De Amerikaanse release is stukken beter van kwaliteit. Een paar jaar later werd er een nieuwe versie uitgebracht in de "Hollands Glorie" dvd-reeks. Deze versie had de naam Hans van Tongeren wel op de hoes afgebeeld, maar nu in het klein, en onder de namen van Soutendijk, Hauer en Krabbé. De kwaliteit van de film was op deze versie hetzelfde als op de 2001-uitgave. In 2012 kreeg de film een goede release op dvd en BluRay, als gevolg van het feit dat EYE Film Instituut Nederland de film had gerestaureerd.
- Voor de vertoning op televisie bij de TROS werd de homoseksuele verkrachtingsscène drastisch gekortwiekt.
- De rol van Gerrit Witkamp werd gespeeld door Rutger Hauer. De motorcrosser Gerrit Wolsink, die niet toevallig ook tandarts is en bijna wereldkampioen in de 500CC klasse werd, deed de scenes op de motor als stand-in voor Hauer.
- Stuntman Dickey Beer verzorgde alleen alle motorcross-stunts en valpartijen voor de film, waarbij hij constant moest wisselen van kostuum en motor. In latere interviews gaf Beer aan dat dit eigenlijk te veel was voor één persoon.[8]